# Oratorio del Santo Crocifisso (Lierna)
La Oratorio del Santo Crocifisso di Lierna è un monumento di preghiera di età romanica con una struttura ottagonale, situato presso la Chiesa parrocchiale di Sant'Ambrogio a Lierna, nella frazione di Borgo Villa.
Un tempo era la segreta sede della Confraternita del Rosario del Lago di Como.